# Marthe Kristoffersen
Marthe Kristoffersen, född den 11 augusti 1989, är en norsk före detta längdåkare som tävlade i världscupen mellan 2007 och 2017.
Kristoffersen deltog vid VM 2009 där hon blev nia i sprinten och 12:a i masstarten på 30 km. Hon ingick även i det norska stafettlaget som slutade på fjärde plats.